# Вілсон Бетел
Стівен Вілсон Бе́тел (англ. Stephen Wilson Bethel, нар. 24 лютого 1984, Гіллсборо, Нью-Гемпшир) — американський актор. Відомий насамперед за ролями Райдера Каллахана в серіалі «Молоді та зухвалі» і Вейда Кінселли в серіалі «Зої Харт з південного штату».

## Життя та кар'єра
Бетел — син американської письменниці Джойс Мейнард. До того, як отримати постійну роль у телесеріалі каналу CBS «Молоді та зухвалі», він з'являвся в таких серіалах як: «Військово-юридична служба», «Детектив Раш» та «NCIS: Полювання на вбивць». За цими невеликими ролями пішла роль у фільмі 2008 року про в'єтнамську війну «Тунельні щури», в якому він зіграв роль капрала Дена Гріна. Бетел зіграв капрала Евана «Кью-Тіп» Стаффорд в міні-серіалі HBO «Покоління вбивць» у 2008 році. Актор з'явився у всіх семи епізодах серіалу.
У телесеріалі «Зої Гарт із південного штату» Бетел зіграв «поганого хлопчика» Вейда Кінселлу, сусіда головної героїні Зої Гарт. Сайт BuddyTV поставив актора на 14 місце в «списку найсексуальніших чоловіків на телебаченні» у 2011 році, а наступного року Бетел зайняв другий рядок у цьому списку.
У 3-му сезоні серіалу Шибайголова зіграв роль головного антогоніста Бенджаміна Поіндекстера/Міченого.

## Фільмографія
| Рік       | Українська назва                  | Оригінальна назва           | Роль                           | Примітки                       |
| --------- | --------------------------------- | --------------------------- | ------------------------------ | ------------------------------ |
| 2004      | Самотні серця                     | The O.C.                    | Бред                           | The Telenovela                 |
| 2005      | Військово-юридична служба         | JAG                         | матрос Чарльз Бендер           | Dream Team                     |
| 2005      | NCIS: Полювання на вбивць         | NCIS                        | Джон Кірбі                     | Switch                         |
| 2008      | Тунельні щури                     | 1968 Tunnel Rats            | капрал Ден Грін                |                                |
| 2008      | Покоління вбивць                  | Generation Kill             | капрал Еван «Кью-Тіп» Стаффорд | Головна роль; 7 епізодів       |
| 2008      | Детектив Раш                      | Cold Case                   | Джеймс «Джиммі» Таллі          | Shore Leave                    |
| 2009-11   | Молоді та зухвалі                 | The Young and the Restless  | Райдер Каллахан                | Головна роль; 78 епізодів      |
| 2011      | Ідеальний студент                 | The Perfect Student         | Трент                          | TВ фільм                       |
| 2011      | Викрадаючи літо                   | Stealing Summers            | Тревор                         |                                |
| 2011-15   | Зої Гарт із південного штату      | Hart of Dixie               | Уейд Кінселла                  | Головна роль; 76 епізодів      |
| 2012      | Відплата Ерпа                     | Wyatt Earp's Revenge        | Док Голлідей                   | Відео                          |
| 2013      | Не сьогодні                       | Not Today                   | Білл                           |                                |
| 2013      |                                   | Stupid Hype                 | Хайп                           | Вебсеріал                      |
| 2014      | Рейнджери Лос-Анджелеса           | L.A. Rangers                | Паркер                         | Вебсеріал                      |
| 2014      | Вроджена вада                     | Inherent Vice               | офіцер № 1                     |                                |
| 2014      | Пам'ять 2.0                       | Memory 2.0                  | Генрі                          | Вебкороткометраж; со-сценарист |
| 2015      | Мотель Бейтс                      | Bates Motel                 | Тейлор                         | Norma Louise                   |
| 2015      | Клуб дружин астронавтів           | The Astronaut Wives Club    | Скотт Карпентер                | Головна роль; 10 епізодів      |
| 2015      | Кров та нафта                     | Blood & Oil                 | Фінн                           | Hustle and Flow                |
| 2016      |                                   | The Infamous                | Джейсон Грант                  | ТБ фільм                       |
| 2016      | Мислити як злочинець              | Criminal Minds              | Ренді Джейкобс                 | The Bond                       |
| 2016      | Харлі та Девідсони                | Harley and the Davidsons    | Рей Вейшаар                    | Міні-серіал; 1 епізод          |
| 2016–2017 | Як уникнути покарання за вбивство | How to Get Away with Murder | Чарльз Махоні                  | 4 епізоди                      |
| 2017      |                                   | American Koko               | Селінджер                      | 2 епізоди                      |
| 2018      | Шибайголова                       | Daredevil                   | Бенджамін Поіндекстер/ Мічений | 3 сезон                        |
| 2019      | Усім встати                       | All Rise                    | Марк                           | Основний склад                 |
| 2025      | Шибайголова: Народжений наново    | Daredevil: Born Again       | Бенджамін Поіндекстер/ Мічений |                                |